# 日ノ出 (川崎市)
日ノ出（ひので）は、神奈川県川崎市川崎区の地名。現行行政地名は日ノ出1丁目から日ノ出2丁目。住居表示実施済み区域。

## 地理
川崎区の北東部に位置し、東と南に塩浜、南西に昭和、西に出来野、北に田町と接している。

## 歴史

### 沿革
- 1936年（昭和11年）3月 - 耕地整理により、稲荷新田字出来野耕地、塩浜耕地、池上新田字鷹取下の各一部を分離し、日ノ出町を新設。川崎市日ノ出町となる。
- 1965年（昭和40年）10月6日 - 土地区画整理事業（大師臨港地帯 第4工区）の換地処分[6]及び住居表示の実施[7]に伴い、日ノ出町を廃止し、日ノ出1丁目から日ノ出2丁目を新設。
- 1972年（昭和47年）4月1日 - 川崎市が政令指定都市の制定に伴い、川崎区が新設。川崎市川崎区日ノ出（1〜2丁目）となる[5][8]。

## 世帯数と人口
2025年（令和7年）6月30日現在（川崎市発表）の世帯数と人口は以下の通りである。
| 丁目        | 世帯数    | 人口    |
| ----------- | --------- | ------- |
| 日ノ出1丁目 | 797世帯   | 1,103人 |
| 日ノ出2丁目 | 692世帯   | 985人   |
| 計          | 1,489世帯 | 2,088人 |

### 人口の変遷
国勢調査による人口の推移。
| 年                 | 人口    |
| ------------------ | ------- |
| 1995年（平成7年）  | 1,675   |
| 2000年（平成12年） | 1,7,034 |
| 2005年（平成17年） | 1,909   |
| 2010年（平成22年） | 2,019   |
| 2015年（平成27年） | 1,963   |
| 2020年（令和2年）  | 2,126   |

### 世帯数の変遷
国勢調査による世帯数の推移。
| 年                 | 世帯数 |
| ------------------ | ------ |
| 1995年（平成7年）  | 878    |
| 2000年（平成12年） | 890    |
| 2005年（平成17年） | 1,039  |
| 2010年（平成22年） | 1,175  |
| 2015年（平成27年） | 1,178  |
| 2020年（令和2年）  | 1,403  |

## 学区
市立小・中学校に通う場合、学区は以下の通りとなる（2025年1月時点）。
| 丁目        | 番・番地等 | 小学校             | 中学校               |
| ----------- | ---------- | ------------------ | -------------------- |
| 日ノ出1丁目 | 全域       | 川崎市立殿町小学校 | 川崎市立南大師中学校 |
| 日ノ出2丁目 | 全域       | 川崎市立殿町小学校 | 川崎市立南大師中学校 |

## 事業所
2021年（令和3年）現在の経済センサス調査による事業所数と従業員数は以下の通りである。
| 丁目        | 事業所数  | 従業員数 |
| ----------- | --------- | -------- |
| 日ノ出1丁目 | 62事業所  | 593人    |
| 日ノ出2丁目 | 58事業所  | 857人    |
| 計          | 120事業所 | 1,450人  |

### 事業者数の変遷
経済センサスによる事業所数の推移。
| 年                 | 事業者数 |
| ------------------ | -------- |
| 2016年（平成28年） | 113      |
| 2021年（令和3年）  | 120      |

### 従業員数の変遷
経済センサスによる従業員数の推移。
| 年                 | 従業員数 |
| ------------------ | -------- |
| 2016年（平成28年） | 1,285    |
| 2021年（令和3年）  | 1,450    |

## 交通
- 神奈川県道6号東京大師横浜線

## その他

### 日本郵便
- 郵便番号 : 210-0824[3]（集配局 : 川崎港郵便局[19]）

### 警察
町内の警察の管轄区域は以下の通りである。
| 丁目        | 番・番地等 | 警察署         | 交番・駐在所 |
| ----------- | ---------- | -------------- | ------------ |
| 日ノ出1丁目 | 全域       | 川崎臨港警察署 | 出来野交番   |
| 日ノ出2丁目 | 全域       | 川崎臨港警察署 | 出来野交番   |